# Leopold Diwald
Leopold Diwald (16. října 1862 Hohenwarth – 28. srpna 1927 Hohenwarth) byl rakouský křesťansko sociální politik, na počátku 20. století poslanec Říšské rady, v poválečném období poslanec rakouské Národní rady.

## Biografie
Vychodil národní školu a nižší reálnou školu a působil jako majitel hospodářství. Angažoval se v Křesťansko sociální straně Rakouska. Byl členem obecní rady a starostou rodného Hohenwarthu. V letech 1909–1915 byl též poslancem Dolnorakouského zemského sněmu.
Na počátku 20. století se zapojil i do celostátní politiky. V doplňovacích volbách roku 1908 získal mandát v Říšské radě (celostátní zákonodárný sbor) za obvod Dolní Rakousy 57. Nastoupil sem 24. dubna 1908 místo Josefa Kühschelma. Usedl do poslanecké frakce Křesťansko-sociální sjednocení. Mandát obhájil za týž obvod i v řádných volbách do Říšské rady roku 1911. Usedl do klubu Křesťansko-sociální klub německých poslanců. Ve vídeňském parlamentu setrval až do zániku monarchie. Profesně byl k roku 1911 uváděn jako rada starosta a majitel hospodářství.
Po válce zasedal v letech 1918–1919 jako poslanec Provizorního národního shromáždění Německého Rakouska (Provisorische Nationalversammlung), pak od 4. března 1919 do 9. listopadu 1920 byl poslancem Ústavodárného národního shromáždění Rakouska a od 10. listopadu 1920 do 20. listopadu 1923 poslancem rakouské Národní rady.